# Cucullia caucasica
Cucullia caucasica là một loài bướm đêm trong họ Noctuidae.